# Rayons atomiques des éléments (page de données)
 (novembre 2023).
La mise en forme du texte ne suit pas les recommandations de Wikipédia : il faut le « wikifier ».
Les points d'amélioration suivants sont les cas les plus fréquents. Le détail des points à revoir est peut-être précisé sur la page de discussion.
- Les titres sont pré-formatés par le logiciel. Ils ne sont ni en capitales, ni en gras.
- Le texte ne doit pas être écrit en capitales (les noms de famille non plus), ni en gras, ni en italique, ni en « petit »…
- Le gras n'est utilisé que pour surligner le titre de l'article dans l'introduction, une seule fois.
- L'italique est rarement utilisé : mots en langue étrangère, titres d'œuvres, noms de bateaux, etc.
- Les citations ne sont pas en italique mais en corps de texte normal. Elles sont entourées par des guillemets français : « et ».
- Les listes à puces sont à éviter, des paragraphes rédigés étant largement préférés. Les tableaux sont à réserver à la présentation de données structurées (résultats, etc.).
- Les appels de note de bas de page (petits chiffres en exposant, introduits par l'outil «  Source ») sont à placer entre la fin de phrase et le point final[comme ça].
- Les liens internes (vers d'autres articles de Wikipédia) sont à choisir avec parcimonie. Créez des liens vers des articles approfondissant le sujet. Les termes génériques sans rapport avec le sujet sont à éviter, ainsi que les répétitions de liens vers un même terme.
- Les liens externes sont à placer uniquement dans une section « Liens externes », à la fin de l'article. Ces liens sont à choisir avec parcimonie suivant les règles définies. Si un lien sert de source à l'article, son insertion dans le texte est à faire par les notes de bas de page.
- La présentation des références doit suivre les conventions bibliographiques. Il est recommandé d'utiliser les modèles {{Ouvrage}}, {{Chapitre}}, {{Article}}, {{Lien web}} et/ou {{Bibliographie}}. Le mode d'édition visuel peut mettre en forme automatiquement les références.
- Insérer une infobox (cadre d'informations à droite) n'est pas obligatoire pour parachever la mise en page.

Pour une aide détaillée, merci de consulter Aide:Wikification.
Si vous pensez que ces points ont été résolus, vous pouvez retirer ce bandeau et améliorer la mise en forme d'un autre article.

Diagramme montrant le rayon atomique de deux atomes d’hydrogène.

Le rayon atomique d'un élément chimique est la distance entre le centre du noyau et la couche électronique la plus externe. Puisque la frontière n’est pas une entité physique bien définie, il existe diverses définitions non équivalentes du rayon atomique. Selon la définition, le terme peut s'appliquer simplement à des atomes isolés ou en phase condensée,formant des liaisons covalente dans des molécules, ou dans des états ionisés et excités. Sa valeur peut être obtenue par des mesures expérimentales, ou calculée à partir de modèles théoriques. Selon certaines définitions, le rayon peut dépendre de l'état et du contexte de l'atome (par exemple, le rayon métallique des atomes au sein d'un métal est plus faible que le rayon d'un atome isolé).
On peut aisément expliquer les variations de rayon atomique dans le tableau périodique. Par exemple, les rayons diminuent généralement de la gauche vers la droite, le long de chaque période (ligne) du tableau, depuis les métaux alcalins jusqu'aux gaz nobles ; et augmentent de haut en bas, le long des colonnes. Le rayon augmente fortement entre le gaz rare à la fin de chaque période et le métal alcalin au début de la période suivante. L'évolutions des rayons atomiques (ainsi que diverses propriétés chimiques et physiques) peut être expliquées par la théorie des orbitales atomiques ; elles ont fourni des preuves importantes pour le développement et la confirmation de la théorie quantique.

## Rayon atomique
Remarque : Toutes les mesures indiquées sont en picomètres (pm). Pour des données plus récentes sur les rayons covalents, voir Rayon covalent. Tout comme les unités atomiques sont données en termes d’unité de masse atomique (approximativement la masse du proton), l’unité de longueur physiquement appropriée ici est le rayon de Bohr, qui est le rayon d’un atome d’hydrogène dans l'état fondamental. Le rayon de Bohr est donc appelé « unité atomique de longueur ». Il est souvent désigné par a0 et correspond à environ 53 pm. Par conséquent, les valeurs des rayons atomiques données ici en picomètres peuvent être converties en unités atomiques en divisant par 53, au niveau de précision des données indiquées dans ce tableau.
| Numéro atomique | Symbole | Nom           | Valeur empirique     | valeur calculée      | Rayon de van der Waals | Rayon covalent (liaison simple) | Rayon covalent (triple liaison) | Rayon métallique |
| --------------- | ------- | ------------- | -------------------- | -------------------- | ---------------------- | ------------------------------- | ------------------------------- | ---------------- |
| 1               | H       | hydrogène     | 25                   | 53[réf. nécessaire]  | 120 ou 110             | 32                              |                                 |                  |
| 2               | He      | helium        | 120[réf. nécessaire] | 31                   | 140,                   | 46                              |                                 |                  |
| 3               | Li      | lithium       | 145                  | 167                  | 182 ou 181             | 133                             |                                 | 152              |
| 4               | Be      | béryllium     | 105                  | 112                  | 153                    | 102                             | 85                              | 112              |
| 5               | B       | bore          | 85                   | 87                   | 192                    | 85                              | 73                              |                  |
| 6               | C       | carbone       | 70                   | 67                   | 170,                   | 75                              | 60                              |                  |
| 7               | N       | Azote         | 65                   | 56                   | 155,                   | 71                              | 54                              |                  |
| 8               | O       | oxygène       | 60                   | 48                   | 152,                   | 63                              | 53                              |                  |
| 9               | F       | fluor         | 50                   | 42                   | 147,                   | 64                              | 53                              |                  |
| 10              | Ne      | néon          | 160[réf. nécessaire] | 38                   | 154,                   | 67                              |                                 |                  |
| 11              | Na      | sodium        | 180                  | 190                  | 227,                   | 155                             |                                 | 186              |
| 12              | Mg      | magnésium     | 150                  | 145                  | 173,                   | 139                             | 127                             | 160              |
| 13              | Al      | aluminium     | 125                  | 118                  | 184                    | 126                             | 111                             | 143              |
| 14              | Si      | silicium      | 110                  | 111                  | 210,                   | 116                             | 102                             |                  |
| 15              | P       | phosphore     | 100                  | 98                   | 180,                   | 111                             | 94                              |                  |
| 16              | S       | soufre        | 100                  | 88                   | 180,                   | 103                             | 95                              |                  |
| 17              | Cl      | chlore        | 100                  | 79                   | 175,                   | 99                              | 93                              |                  |
| 18              | Ar      | argon         | 71[réf. nécessaire]  | 71                   | 188,                   | 96                              | 96                              |                  |
| 19              | K       | potassium     | 220                  | 243                  | 275,                   | 196                             |                                 | 227              |
| 20              | Ca      | calcium       | 180                  | 194                  | 231                    | 171                             | 133                             | 197              |
| 21              | Sc      | scandium      | 160                  | 184                  | 211[réf. nécessaire]   | 148                             | 114                             | 162              |
| 22              | Ti      | titane        | 140                  | 176                  |                        | 136                             | 108                             | 147              |
| 23              | V       | vanadium      | 135                  | 171                  |                        | 134                             | 106                             | 134              |
| 24              | Cr      | chrome        | 140                  | 166                  |                        | 122                             | 103                             | 128              |
| 25              | Mn      | manganèse     | 140                  | 161                  |                        | 119                             | 103                             | 127              |
| 26              | Fe      | fer           | 140                  | 156                  |                        | 116                             | 102                             | 126              |
| 27              | Co      | cobalt        | 135                  | 152                  |                        | 111                             | 96                              | 125              |
| 28              | Ni      | nickel        | 135                  | 149                  | 163                    | 110                             | 101                             | 124              |
| 29              | Cu      | cuivre        | 135                  | 145                  | 140                    | 112                             | 120                             | 128              |
| 30              | Zn      | zinc          | 135                  | 142                  | 139                    | 118                             |                                 | 134              |
| 31              | Ga      | gallium       | 130                  | 136                  | 187,                   | 124                             | 121                             | 135              |
| 32              | Ge      | germanium     | 125                  | 125                  | 211                    | 121                             | 114                             |                  |
| 33              | As      | arsenic       | 115                  | 114                  | 185,                   | 121                             | 106                             |                  |
| 34              | Se      | sélénium      | 115                  | 103                  | 190,                   | 116                             | 107                             |                  |
| 35              | Br      | brome         | 115                  | 94                   | 185 ou 183             | 114                             | 110                             |                  |
| 36              | Kr      | krypton       |                      | 88                   | 202,                   | 117                             | 108                             |                  |
| 37              | Rb      | rubidium      | 235                  | 265                  | 303                    | 210                             |                                 | 248              |
| 38              | Sr      | strontium     | 200                  | 219                  | 249                    | 185                             | 139                             | 215              |
| 39              | Y       | yttrium       | 180                  | 212                  |                        | 163                             | 124                             | 180              |
| 40              | Zr      | zirconium     | 155                  | 206                  |                        | 154                             | 121                             | 160              |
| 41              | Nb      | niobium       | 145                  | 198                  |                        | 147                             | 116                             | 146              |
| 42              | Mo      | molybdène     | 145                  | 190                  |                        | 138                             | 113                             | 139              |
| 43              | Tc      | technétium    | 135                  | 183                  |                        | 128                             | 110                             | 136              |
| 44              | Ru      | ruthénium     | 130                  | 178                  |                        | 125                             | 103                             | 134              |
| 45              | Rh      | rhodium       | 135                  | 173                  |                        | 125                             | 106                             | 134              |
| 46              | Pd      | palladium     | 140                  | 169                  | 163                    | 120                             | 112                             | 137              |
| 47              | Ag      | argent        | 160                  | 165                  | 172                    | 128                             | 137                             | 144              |
| 48              | Cd      | cadmium       | 155                  | 161                  | 158                    | 136                             |                                 | 151              |
| 49              | In      | indium        | 155                  | 156                  | 193,                   | 142                             | 146                             | 167              |
| 50              | Sn      | étain         | 145                  | 145                  | 217,                   | 140                             | 132                             |                  |
| 51              | Sb      | antimoine     | 145                  | 133                  | 206                    | 140                             | 127                             |                  |
| 52              | Te      | tellure       | 140                  | 123                  | 206,                   | 136                             | 121                             |                  |
| 53              | I       | iode          | 140                  | 115                  | 198,                   | 133                             | 125                             |                  |
| 54              | Xe      | xénon         |                      | 108                  | 216,                   | 131                             | 122                             |                  |
| 55              | Cs      | césium        | 260                  | 298                  | 343                    | 232                             |                                 | 265              |
| 56              | Ba      | barium        | 215                  | 253                  | 268                    | 196                             | 149                             | 222              |
| 57              | La      | lanthane      | 195                  | 226[réf. nécessaire] |                        | 180                             | 139                             | 187              |
| 58              | Ce      | cérium        | 185                  | 210[réf. nécessaire] |                        | 163                             | 131                             | 181,8            |
| 59              | Pr      | praséodyme    | 185                  | 247                  |                        | 176                             | 128                             | 182,4            |
| 60              | Nd      | néodyme       | 185                  | 206                  |                        | 174                             |                                 | 181,4            |
| 61              | Pm      | prométhium    | 185                  | 205                  |                        | 173                             |                                 | 183,4            |
| 62              | Sm      | samarium      | 185                  | 238                  |                        | 172                             |                                 | 180,4            |
| 63              | Eu      | europium      | 185                  | 231                  |                        | 168                             |                                 | 180,4            |
| 64              | Gd      | gadolinium    | 180                  | 233                  |                        | 169                             | 132                             | 180,4            |
| 65              | Tb      | terbium       | 175                  | 225                  |                        | 168                             |                                 | 177,3            |
| 66              | Dy      | dysprosium    | 175                  | 228                  |                        | 167                             |                                 | 178,1            |
| 67              | Ho      | holmium       | 175                  | 226                  |                        | 166                             |                                 | 176,2            |
| 68              | Er      | erbium        | 175                  | 226                  |                        | 165                             |                                 | 176.1            |
| 69              | Tm      | thulium       | 175                  | 222                  |                        | 164                             |                                 | 175.9            |
| 70              | Yb      | ytterbium     | 175                  | 222                  |                        | 170                             |                                 | 176              |
| 71              | Lu      | lutétium      | 175                  | 217                  |                        | 162                             | 131                             | 173.8            |
| 72              | Hf      | hafnium       | 155                  | 208                  |                        | 152                             | 122                             | 159              |
| 73              | Ta      | tantale       | 145                  | 200                  |                        | 146                             | 119                             | 146              |
| 74              | W       | tungstène     | 135                  | 193                  |                        | 137                             | 115                             | 139              |
| 75              | Re      | rhénium       | 135                  | 188                  |                        | 131                             | 110                             | 137              |
| 76              | Os      | osmium        | 130                  | 185                  |                        | 129                             | 109                             | 135              |
| 77              | Ir      | iridium       | 135                  | 180                  |                        | 122                             | 107                             | 135.5            |
| 78              | Pt      | platine       | 135                  | 177                  | 175                    | 123                             | 110                             | 138.5            |
| 79              | Au      | Or            | 135                  | 174                  | 166                    | 124                             | 123                             | 144              |
| 80              | Hg      | mercure       | 150                  | 171                  | 155                    | 133                             |                                 | 151              |
| 81              | Tl      | thallium      | 190                  | 156                  | 196,                   | 144                             | 150                             | 170              |
| 82              | Pb      | plomb         | 180[réf. nécessaire] | 154                  | 202,                   | 144                             | 137                             |                  |
| 83              | Bi      | bismuth       | 160                  | 143                  | 207                    | 151                             | 135                             |                  |
| 84              | Po      | polonium      | 190                  | 135                  | 197                    | 145                             | 129                             |                  |
| 85              | At      | astate        |                      | 127                  | 202                    | 147                             | 138                             |                  |
| 86              | Rn      | radon         |                      | 120                  | 220                    | 142                             | 133                             |                  |
| 87              | Fr      | francium      |                      |                      | 348                    |                                 |                                 |                  |
| 88              | Ra      | radium        | 215                  |                      | 283                    | 201                             | 159                             |                  |
| 89              | Ac      | actinium      | 195                  |                      |                        | 186                             | 140                             |                  |
| 90              | Th      | thorium       | 180                  |                      |                        | 175                             | 136                             | 179              |
| 91              | Pa      | protactinium  | 180                  |                      |                        | 169                             | 129                             | 163              |
| 92              | U       | uranium       | 175                  |                      | 186                    | 170                             | 118                             | 156              |
| 93              | Np      | neptunium     | 175                  |                      |                        | 171                             | 116                             | 155              |
| 94              | Pu      | plutonium     | 175                  |                      |                        | 172                             |                                 | 159              |
| 95              | Am      | américium     | 175                  |                      |                        | 166                             |                                 | 173              |
| 96              | Cm      | curium        | 176[réf. nécessaire] |                      |                        | 166                             |                                 | 174              |
| 97              | Bk      | berkélium     |                      |                      |                        |                                 |                                 | 170              |
| 98              | Cf      | californium   |                      |                      |                        |                                 |                                 | 186±2            |
| 99              | Es      | einsteinium   |                      |                      |                        |                                 |                                 | 186±2            |
| 100             | Fm      | fermium       |                      |                      |                        |                                 |                                 |                  |
| 101             | Md      | mendélévium   |                      |                      |                        |                                 |                                 |                  |
| 102             | No      | nobélium      |                      |                      |                        |                                 |                                 |                  |
| 103             | Lr      | lawrencium    |                      |                      |                        |                                 |                                 |                  |
| 104             | Rf      | rutherfordium |                      |                      |                        |                                 | 131                             |                  |
| 105             | Db      | dubnium       |                      |                      |                        |                                 | 126                             |                  |
| 106             | Sg      | seaborgium    |                      |                      |                        |                                 | 121                             |                  |
| 107             | Bh      | bohrium       |                      |                      |                        |                                 | 119                             |                  |
| 108             | Hs      | hassium       |                      |                      |                        |                                 | 118                             |                  |
| 109             | Mt      | meitnérium    |                      |                      |                        |                                 | 113                             |                  |
| 110             | Ds      | darmstadtium  |                      |                      |                        |                                 | 112                             |                  |
| 111             | Rg      | roentgenium   |                      |                      |                        |                                 | 118                             |                  |
| 112             | Cn      | copernicium   |                      |                      |                        |                                 | 130                             |                  |
| 113             | Nh      | nihonium      |                      |                      |                        |                                 |                                 |                  |
| 114             | Fl      | flerovium     |                      |                      |                        |                                 |                                 |                  |
| 115             | Mc      | moscovium     |                      |                      |                        |                                 |                                 |                  |
| 116             | Lv      | livermorium   |                      |                      |                        |                                 |                                 |                  |
| 117             | Ts      | tennesse      |                      |                      |                        |                                 |                                 |                  |
| 118             | Og      | oganesson     |                      |                      |                        |                                 |                                 |                  |

## Remarques
- Différence entre les données empiriques et expérimentales : les données empiriques signifient essentiellement "provenant ou basées sur l'observation ou l'expérience" ou "s'appuyant uniquement sur l'expérience ou l'observation, souvent sans tenir compte des données de la théorie"[7]. Cela signifie que la mesure a été effectuée par observation physique, et que la mesure est reproductible. Notez de plus que les valeurs ne sont pas calculées par une formule. Cependant, les résultats empiriques deviennent souvent une équation d’estimation. En revanche, les données expérimentales reposent uniquement sur des théories. De telles prédictions théoriques sont utiles lorsqu'il n'existe aucun moyen de mesurer expérimentalement les rayons, si l'on veut prédire le rayon d'un élément qui n'a pas encore été découvert ou dont la demi-vie est trop courte.
- Le rayon d'un atome n'est pas une propriété définie de manière unique et dépend de la définition. Les données provenant de différentes sources avec des hypothèses différentes ne peuvent pas être comparées.
- † avec une précision d'environ 5 pm
- (c) le gallium a une structure cristalline anormale
- (e) l'uranium, le neptunium et le plutonium ont des structures irrégulières
- Écart quadratique moyen de la triple liaison: 3 pm.

### Rayons covalents (liaison simple)
- (en) R.T. Sanderson, Chemical Periodicity, New York, USA, Reinhold, 1962
- (en) Table of interatomic distances and configuration in molecules and ions, London, UK, Chemical Society, 1965, « Supplement 1956–1959, Special publication No. 18 »
- (en) J.E. Huheey, E.A. Keiter et R.L. Keiter, Inorganic Chemistry : Principles of Structure and Reactivity, New York, USA, HarperCollins, 1993 (ISBN 0-06-042995-X, lire en ligne )
- (en) W.W. Porterfield, Inorganic chemistry, a unified approach, Reading Massachusetts, USA, Addison Wesley Publishing Co., 1984 (ISBN 0-201-05660-7)
- (en) A.M. James et M.P. Lord, Macmillan's Chemical and Physical Data, MacMillan, 1992 (ISBN 0-333-51167-0)

### Rayon métallique
(en) Norman N. Greenwood et Alan Earnshaw, Chemistry of the Elements, Butterworth-Heinemann (en), 1997, 2e éd. (ISBN 0080379419)